# کلید کشتار (فیلم ۲۰۰۸)
کلید کشتار (به انگلیسی: Kill Switch) یک فیلم اکشن آمریکایی - کانادایی به کارگردانی جف اف. کینگ با بازی استیون سیگال که در سال ۲۰۰۸ به صورت ویدئویی منتشر شد.
این فیلم همچنین برای یکی از آخرین نقش‌های آیزاک هیز مشهور است.

## بازیگران
- استیون سیگال .... کارآگاه یعقوب کینگ
- هالی دینار ... فرانکی میلر
- کارین میشل ... سلین
- کریس توماس کینگ
- فیلیپ گرانجر ... کاپیتان جنسن
- جری رتور ... وکیل
- آیزاک هیز ... کرونر